# Un homme de tempérament
Un homme de tempérament (A Man of Parts) est une biographie romancée écrite par l'écrivain anglais David Lodge sur la vie et le parcours de l'écrivain H. G. Wells, traduite par Martine Aubert.

## Présentation et résumé
Dans cet essai biographique, ce n'est pas tant l'écrivain H. G. Wells qui intéresse David Lodge que l'homme privé, « l'homme à femmes » selon une réputation solidement établie que l'auteur conforte dans son livre : « Le sexe, écrit-il, était (pour lui) idéalement une forme de récréation... quelque chose que l’on faisait quand on était avec satisfaction venu à bout d’une tâche, pour se défouler et exercer un moment son corps plutôt que son esprit. » Autant dire que Wells a connu de nombreuses aventures amoureuses et qu'il fut un ardent défenseur de l'amour libre.
Le livre débute quand Wells arrive vers la fin de sa vie, à travers une longue interview imaginaire, quelques mois avant sa mort, entouré et seul à la fois, assez amer, mal à l'aise dans cette  société anglaise puritaine qu'il n'aime pas. Mais il mène toujours une vie très active où écrits de toutes sortes, livres, articles, contributions... ne le cède en aucune manière aux billets doux à ses petites amies. Ce n'est pas un Don Juan, plutôt petit et corpulent, mais il plaît aux femmes par sa prestance, par ses manières. Il était ce qu'on appelle « un chaud lapin » et si avec certaines de ses maîtresses, leur liaison fut assez longue comme avec Rosamund Bland, Amber Reeves, Rebecca West, Élisabeth Von Arnim, beaucoup ne furent que des « passades ».
Il côtoya ses contemporains George Bernard Shaw et Joseph Conrad et homme engagé sur le plan politique, rencontra les leaders russes Lénine, Staline ou l'écrivain Maxime Gorki qui lui présenta une femme qui eut elle aussi une vie riche et mouvementée Moura Budberg, qui fut sa dernière maîtresse et ne voulut jamais l'épouser. Il avait dans l'esprit qu'il devait montrer dans ses romans le danger grandissant des progrès scientifiques et technologiques appliqués à l'art de la guerre mais la réalité d'Hiroshima est parvenue à dépasser ce qu'il avait imaginé dans un roman comme La guerre dans les airs.

## Relations critiques
- « Voilà le genre de livre dans lequel on entre un peu à reculons – même si l’on est un authentique fan de Lodge - car le souvenir de « L’Auteur, l’auteur » consacré à Henry James n’est pas flamboyant. Et voilà qu’on en sort, 720 pages plus tard, en en redemandant encore ! » Pierre-Yves Grenu, France TV, 30/01/2012 --

- « Se tournant cette fois vers H.G. Wells, dans un roman extrêmement documenté et qui fonctionne avec le précédent comme un diptyque, David Lodge construit une ample fresque qui, autant qu'un portrait d'homme, est le tableau d'une époque - dans lequel, parmi mille visages, mille rôles secondaires et figurants, on croise notamment et longuement Henry James. » -- Nathalie Crom, Télérama, 21/01/2012 --

- « À travers la boule de cristal du Jules Verne anglais, Lodge observe tous les rêves d'une époque affamée d'utopies. Mais sa machine à explorer Wells s'enlise parfois dans des digressions inutilement tatillonnes, qui n'ont pas la saveur canaille de La Trilogie du campus. » -- L'Express le 10/01/2012 --